# عزبة القاوية
قرية عزبة القاوية هي إحدى القرى التابعة لمركز طما بمحافظة سوهاج في جمهورية مصر العربية. حسب إحصاءات سنة 2006، بلغ إجمالي السكان في عزبة القاوية 2678 نسمة، منهم 1391 رجل و1287 امرأة.